# متز (ایندیانا)
متز (به انگلیسی: Metz) یک منطقهٔ مسکونی در ایالات متحده آمریکا است که در شهرستان استوبین، ایندیانا واقع شده‌است. متز ۳۰۰ متر بالاتر از سطح دریا واقع شده‌است.